# Agua Viva
Agua Viva è una telenovela brasiliana del 1980 in 159 episodi. Scritta da Gilberto Braga (prolifico autore di telenovelas di successo come Dancin' Days), la serie andò in onda in patria dal 4 febbraio al 9 agosto 1980.

## Trama
La trama principale di Agua viva è incentrata sul problematico rapporto tra i fratelli Fragonard, ulteriormente aggravato dalla presenza di Lígia, la donna della quale entrambi sono innamorati. L'azione si svolge in gran parte a Rio.
Miguel Fragonard (Raul Cortez), sposato con Lucy (Tetê Medina) e padre di Sandra (Glória Pires), è un chirurgo plastico di successo che condanna lo stile di vita di suo fratello, Nélson (Reginaldo Faria), un bon vivant che non ha mai lavorato e campa di rendita. Dopo aver perso la moglie nell'esplosione di una barca, il medico si innamora di Lígia (Betty Faria), ignaro del rapporto che la donna ha con Nélson. Lígia, madre di due bambini, è una donna ambiziosa e vive con il mito della scalata sociale. La donna è felice con Nélson, ma non immagina che questi nel frattempo ha perso tutta la sua fortuna. Campione di pesca, circondato da amici influenti, Nélson cerca faticosamente di ricostruirsi una vita.
Nel corso del racconto, Lígia adotta l'orfana Maria Helena (personaggio in parte ispirato alla protagonista di Annie), figlia di Nélson e della quale l'uomo ignora l'esistenza. Miguel, invece, verrà ucciso da Kleber Simpson (José Lewgoy), ex tutore dei fratelli Fragonard: il medico infatti ha scoperto che Kleber - amministratore finanziario di Nélson - è stato in realtà responsabile del tracollo economico di quest'ultimo.
Tra le tante vicende parallele all'intrigo principale, con Nelson che tra l'altro si recherà a Miami (le scene in questione sono state effettivamente girate nella città della Florida), spicca la storia d'amore tra Janete (Lucélia Santos), una studentessa di fisica, e Marcos (Fábio Jr.), uno specializzando in chirurgia, appassionato di windsurf. Janete è una ragazza laboriosa e sempre in forte contrasto con i suoi genitori i quali per via di una difficile condizione economica dipendono dalla zia Irene (Eloísa Mafalda). A causa delle sue umili origini, Janete non è ben vista da Lourdes Mesquita (Beatriz Segall), madre di Marcos. Questa cercherà in tutti i modi di porre fine alla loro relazione, giungendo a ricattare la ragazza dopo aver saputo che il padre è coinvolto in una storia di contrabbando. Janete non cede al ricatto, spingendo così Lourdes a denunciare suo padre e a mandarlo in carcere.

## Distribuzione
La telenovela, che contribuì alla diffusione del windsurf (sport praticato da Marcos e da altri personaggi), fu distribuita in molti paesi stranieri tra cui Canada, Paraguay, Argentina, Venezuela e Repubblica Dominicana, dove ottenne un grande successo di pubblico. In Italia fu trasmessa per la prima volta da Rete 4 dal 27 giugno 1983 al 7 gennaio 1984. In seguito al suo forte riscontro, la Mondadori - allora proprietaria di Rete 4 - pubblicò anche il romanzo omonimo (scritto dallo stesso Braga in collaborazione con Leonor Basseres), che ripercorreva le avventure dei protagonisti della serie.
Fu replicata, sempre in Italia, nel 1986 dalla stessa Rete 4, nel 1987 da Telemontecarlo e nel 1988 da Odeon TV. L'edizione trasmessa da Telemontecarlo (dal 15 giugno al 18 settembre 1987) era una versione ridotta composta da 70 episodi da 40 minuti l'uno.

## Sigla
La sigla di apertura originaria è una cover di Menino do Rio di Caetano Veloso, eseguita da Baby Consuelo. In Italia, essa fu affidata alla voce di Marisa Interligi (già esecutrice della sigla italiana di Dancin' Days, Occhio di serpente): il brano, Agua Viva, è scritto da Flavio Carraresi e Adelmo Musso.

## Colonna sonora
La colonna sonora pubblicata sul territorio nazionale comprende brani di famosi cantanti brasiliani come Maria Bethânia (Grito de Alerta come tema di Lígia; in una puntata la cantante appare nel ruolo di sé stessa, interpretando il pezzo), Elis Regina (Altos e Baixos, altro tema di Lígia), Gal Costa (Noites Cariocas, tema di Stella), Gilberto Gil (Realce, tema di Bruno), João Gilberto (Wave), Milton Nascimento (Cais), oltre a Baby Consuelo con la sigla d'apertura: inoltre è presente 20 E Poucos Anos, grande successo musicale di Fábio Jr., interprete di Marcos (il tema è però abbinato al personaggio di Janete). Nella soundtrack "internazionale" sono stati inseriti invece brani di Barry Manilow (Ships, tema di Nélson), Styx (Babe, tema di Edir e Márcia), Carly Simon (Just Like You Do, tema di Lígia e Miguel), Smokey Robinson (Cruisin', tema di Marcos e Janete), Jimmy Cliff (Love I Need).

### Colonna sonora italiana
Anche in Italia è stata pubblicata una colonna sonora - compilata da Cesare Benvenuti - su etichetta "SiglaQuattro" e distribuita su vinile e musicassetta dalla RCA Italiana, come era già successo l'anno precedente per Dancin' Days: in essa viene mantenuto 20 E Poucos Anos. La copertina dell'album, illustrata da Maurizio Beltrame, riproduceva le immagini di apertura della telenovela con vele e windsurfisti.

#### Tracce
1. Marisa Interligi – Agua Viva 4'18"
2. Nino Buonocore – Sceriffo 5'30"
3. Gianni Morandi – Come posso ancora amarti 3'52"
4. Dianne Cobb – Take a Heart 3'54"
5. Isabella Sodani – Io con te 4'30"
6. Riccardo Cocciante – Celeste nostalgia 4'10"
7. Joanna – Chama 2'47"
8. Robson Jorge & Lincoln Olivetti – Eva 5'47"
9. Roberta – Viver 3'55"
10. Maria Creuza – Canção do amor ausente 2'52"
11. Fábio Jr. – 20 E Poucos Anos 4'06"

## Curiosità
- La telenovela è nota anche per la partecipazione di Peter Tosh, nel ruolo di sé stesso.